# Högholmens vilddjurssjukhus
Högholmens Vilddjurssjukhus (finska: Korkeasaaren Villieläinsairaala) är Finlands största rehabiliteringscenter för vilda djur. Det är beläget i Helsingfors och drivs av en ideell stiftelse för Högholmens djurgård. 
Vilddjurssjukhuset tar hand om skadade eller föräldralösa finländska vilda djur. Målet med vården är att djuren ska återföras till naturen i gott skick. 
Årligen förs över 1 000 djur i behov av hjälp till Vilddjurssjukhuset.  Ungefär en tredjedel av alla patienter är igelkottar och ekorrar, hälften är fåglar.  Cirka 40 % av patienterna blir helt rehabiliterade. 
Högholmen finansierar Vilddjurssjukhusets driftskostnader huvudsakligen med egna intäkter, men det får också stöd från det finska miljöministeriet och privata givare. 
Vilddjurssjukhuset fick utmärkelsen Årets djurskyddspris 2017 av SEY Djurskyddet Finland. 